# Isla de Pandanán
Pandanán es una isla situada en Filipinas, adyacente a la de Paragua, en el grupo de Balábac.
Administrativamente forma parte del barrio del mismo nombre   del municipio filipino de Balábac  de tercera categoría perteneciente a la provincia  de Paragua en  Mimaro,  Región IV-B de Filipinas.

## Geografía
Esta isla se encuentra situada al sur de Isla de La Paragua, frente al cabo de Buliluyán; al oeste de  isla de Bugsuk, dividida entre los barrios de Nueva Cagayancillo (Bugsuk) y de Sebaring; al este de los islotes de Patongón, de Camerán o Canimerán y de  Dalahicán.
La isla tiene una extensión superficial de aproximadamente 31 km², 9.600 metros de largo, en dirección este-oeste, y unos 4.300 metros de ancho. Situada 2.900 metros al sur  de Isla de La Paragua, cabo Buliluyan. Setecientos metros al este se encuentra isla de Bugsuk.

### Costa
En la costa norte se encuentra la bahía de Lookapo (Lookapo Bay) y queda comprendida entre cabo Manao, al oeste y cabo Lamao al este; frente a la  costa sur  se encuentra la isla de Manlangule.

### Demografía
El barrio  de Pandanán contaba  en mayo de 2010 con una población de 972 habitantes.
Comprende los sitios de Bacabaca, de Capandang, de Dalahicán, de Pandanán, de Tagbinuang, de Calumbe  y de Camilet.